# Suiza en el Festival de Eurovisión de Jóvenes Músicos
Suiza participó en el certamen hasta el 2006, cuando decidió retirarse.

## Participaciones
| 2020 | Zagreb     | No participó          | No participó | No participó | No participó |              |              |
| 2018 | Edimburgo  | No participó          | No participó | No participó | No participó |              |              |
| 2016 | Colonia    | No participó          | No participó | No participó | No participó |              |              |
| 2014 | Colonia    | No participó          | No participó | No participó | No participó |              |              |
| 2012 | Viena      | No participó          | No participó | No participó | No participó |              |              |
| 2010 | Viena      | No participó          | No participó | No participó | No participó |              |              |
| 2008 | Viena      | No participó          | No participó | No participó | No participó |              |              |
| 2006 | Viena      | Simone Sommerhalder   | OBOE         | 6°           | 4.º          |              |              |
| 2004 | Lucerna    | Giuliano Sommerhalder | TROMPETA     | 7.º          |              |              |              |
| 2002 | Berlín     | -                     | -            |              | -            |              |              |
| 2000 | Bergen     | -                     | -            |              | -            |              |              |
| 1998 | Viena      | No participó          | No participó | No participó | No participó | No participó | No participó |
| 1996 | Lisboa     | Antoine Rebstein      | PIANO        | 8.º          |              |              |              |
| 1994 | Varsovia   | David Bruchez         | TROMBÓN      | 8.º          |              |              |              |
| 1992 | Bruselas   | -                     | -            |              | -            |              |              |
| 1990 | Viena      | -                     | -            |              | -            |              |              |
| 1988 | Ámsterdam  | -                     | -            |              | 15.º         |              |              |
| 1986 | Copenhague | Marian Rosenfeld      | PIANO        | 2.º          |              |              |              |
| 1984 | Ginebra    | Martina Schuchen      | VIOLONCHELO  | 9.º          | -            |              |              |
| 1982 | Mánchester | Bertrand Roulet       | PIANO        | 3.º          | -            |              |              |

- Datos: Q14857346